# 7072 Beijingdaxue
7072 Beijingdaxue (1996 CB8) là một tiểu hành tinh vành đai chính đặt theo tên của Đại học Bắc Kinh (Beijing daxue).
Nó được phát hiện ngày 3 tháng 2 năm 1996 từ Chương trình tiểu hành tinh Bắc Kinh Schmidt CCD ở Xinglong, Trung Quốc.
Tên này kỷ niệm 100 năm thành lập Đại học Bắc Kinh (Hanyu Pinyin: Běijīng Dàxué), một trong những trường lâu đời và tiên phong của Trung Quốc.